# Moissac-Bellevue
Moissac-Bellevue är en kommun i departementet Var i regionen Provence-Alpes-Côte d'Azur i sydöstra Frankrike. Kommunen ligger i kantonen Tavernes som tillhör arrondissementet Brignoles. År 2022 hade Moissac-Bellevue 309 invånare.

## Befolkningsutveckling
Antalet invånare i kommunen Moissac-Bellevue
| Referens: INSEE |